# Adżdżul
Adżdżul (arab. ‏عجول‎, ʿAǧǧūl) – wieś w Palestynie, w muhafazie Ramallah i Al-Bira. Według danych szacunkowych Palestyńskiego Centralnego Biura Statystycznego w 2016 roku miejscowość liczyła 1583 mieszkańców.
W okolicach wioski znaleziono starożytne groby wykute w skale.
W Adżdżulu znajdują się dwa meczety: nowoczesny i starszy, odrestaurowany. W tej miejscowości znajduje się klinika, która zajmuje się głównie badaniem krwi.